# Залелія
Залелі́я — село в Україні, у Ляшківській сільській територіальній громаді Дніпровського району Дніпропетровської області.
Площа — 1,028 км², домогосподарств — 145, населення — 381 особа.

## Географія
Село Залелія знаходиться за 1,5 км від правого берега річки Оріль, вище за течією примикає село Лозуватка. На відстані до 2-х км розташовані села Нетесівка, Тарасівка і Помазанівка. Річка в цьому місці звивиста, утворює лимани, стариці і заболочені озера.

## Історія
До 1997 року село підпорядковувалось Ляшківській сільській раді, а 18 квітня 1997 року стало центром новоутвореної Залеліївської сільської ради. 14 серпня 2015 року ввійшло до новоствореної Ляшківської сільської територіальної громади.

## Пам'ятки
Біля села знаходяться споруди Української укріпленої лінії — два бастіони та польові укріплення між ними.

## Населення

### Мова
Розподіл населення за рідною мовою за даними перепису 2001 року:
| Мова                | Відсоток |
| ------------------- | -------- |
| українська          | 95,4%    |
| російська           | 4,1%     |
| інші/не визначилися | 0,5%     |

## Соціальна сфера
В селі діють загальноосвітня школа І-ІІ ступенів, лікарська амбулаторія, будинок культури, бібліотека.